# Marsango
Marsango é uma pequena comunidade italiana, pertencente à comuna de Campo San Martino, província de Padova, com aproximadamente 1.500 habitantes.